# Figure Number Five
 (avril 2018).
Si vous disposez d'ouvrages ou d'articles de référence ou si vous connaissez des sites web de qualité traitant du thème abordé ici, merci de compléter l'article en donnant les références utiles à sa vérifiabilité et en les liant à la section « Notes et références ».
Albums de Soilwork
Natural Born Chaos
(2002) Stabbing the Drama
(2005)
Figure Number Five est le cinquième album studio du groupe de metalcore et death metal mélodique suédois Soilwork, sorti en avril 2003 sous le label Nuclear Blast.

## Présentation
Dans ce nouvel opus, le groupe introduit plus de son metal alternatif que sur les précédents, de style death metal mélodique.
Différentes versions de cet album existent lors de la sortie. L'édition standard originale comporte onze pistes. 
Une édition limitée apporte un second disque contenant des morceaux de deux des premières démos du groupe, produites en 1997. Les 4 premiers morceaux sont issus de In Dreams We Fall In The Eternal Lake et les 2 derniers d'une autre démo « pré-Steelbath Suicide ».
L'édition vinyle limitée comprend deux disques, cet album et Natural Born Chaos, où, le premier disque est noir et le second est blanc.
La version japonaise de l'album comprend une piste bonus intitulée Bursting Out. L'édition brésilienne en contient deux, Wake Up Call et Stell Bath Suicide.
La chanson Wake up Call est, plus tard, renommée pour devenir Demon in Veins.
En 2005, Figure Number Five est classé no 398 dans le livre « Les 500 plus grands albums rock et metal de tous les temps » édité par le magazine allemand Rock Hard.

## Liste des titres
Toutes les paroles sont écrites par Björn « Speed » Strid, toute la musique est composée par Peter Wichers et Sven Karlsson.
| 1.    | Rejection Role      | 3:35 |
| 2.    | Overload            | 3:44 |
| 3.    | Figure Number Five  | 3:12 |
| 4.    | Strangler           | 3:49 |
| 5.    | Light the Torch     | 3:41 |
| 6.    | Departure Plan      | 4:24 |
| 7.    | Cranking the Sirens | 3:26 |
| 8.    | Brickwalker         | 3:45 |
| 9.    | The Mindmaker       | 3:33 |
| 10.   | Distortion Sleep    | 3:46 |
| 11.   | Downfall 24         | 3:56 |
| 40:51 |                     |      |

| Titre bonus - Édition Japon (Soundholic, 23 avril 2003) | Titre bonus - Édition Japon (Soundholic, 23 avril 2003) | Titre bonus - Édition Japon (Soundholic, 23 avril 2003) | Titre bonus - Édition Japon (Soundholic, 23 avril 2003) | Titre bonus - Édition Japon (Soundholic, 23 avril 2003) | Titre bonus - Édition Japon (Soundholic, 23 avril 2003) | Titre bonus - Édition Japon (Soundholic, 23 avril 2003) | Titre bonus - Édition Japon (Soundholic, 23 avril 2003) | Titre bonus - Édition Japon (Soundholic, 23 avril 2003) | Titre bonus - Édition Japon (Soundholic, 23 avril 2003) |
| No                                                      | Titre                                                   | Durée                                                   |                                                         |                                                         |                                                         |                                                         |                                                         |                                                         |                                                         |
| ------------------------------------------------------- | ------------------------------------------------------- | ------------------------------------------------------- | ------------------------------------------------------- | ------------------------------------------------------- | ------------------------------------------------------- | ------------------------------------------------------- | ------------------------------------------------------- | ------------------------------------------------------- | ------------------------------------------------------- |
| 12.                                                     | Bursting Out                                            | 3:33                                                    |                                                         |                                                         |                                                         |                                                         |                                                         |                                                         |                                                         |
| 44:26                                                   |                                                         |                                                         |                                                         |                                                         |                                                         |                                                         |                                                         |                                                         |                                                         |

| Titres bonus - Édition Brésil (Nuclear Blast, 2003) | Titres bonus - Édition Brésil (Nuclear Blast, 2003) | Titres bonus - Édition Brésil (Nuclear Blast, 2003) | Titres bonus - Édition Brésil (Nuclear Blast, 2003) | Titres bonus - Édition Brésil (Nuclear Blast, 2003) | Titres bonus - Édition Brésil (Nuclear Blast, 2003) | Titres bonus - Édition Brésil (Nuclear Blast, 2003) | Titres bonus - Édition Brésil (Nuclear Blast, 2003) | Titres bonus - Édition Brésil (Nuclear Blast, 2003) | Titres bonus - Édition Brésil (Nuclear Blast, 2003) |
| No                                                  | Titre                                               | Durée                                               |                                                     |                                                     |                                                     |                                                     |                                                     |                                                     |                                                     |
| --------------------------------------------------- | --------------------------------------------------- | --------------------------------------------------- | --------------------------------------------------- | --------------------------------------------------- | --------------------------------------------------- | --------------------------------------------------- | --------------------------------------------------- | --------------------------------------------------- | --------------------------------------------------- |
| 12.                                                 | Wake Up Call                                        | 3:44                                                |                                                     |                                                     |                                                     |                                                     |                                                     |                                                     |                                                     |
| 13.                                                 | Stell Bath Suicide                                  | 2:56                                                |                                                     |                                                     |                                                     |                                                     |                                                     |                                                     |                                                     |
| 47:31                                               |                                                     |                                                     |                                                     |                                                     |                                                     |                                                     |                                                     |                                                     |                                                     |

| Disque bonus - Édition spéciale limitée 2 × CD (Nuclear Blast, 21 avril 2003) | Disque bonus - Édition spéciale limitée 2 × CD (Nuclear Blast, 21 avril 2003) | Disque bonus - Édition spéciale limitée 2 × CD (Nuclear Blast, 21 avril 2003) | Disque bonus - Édition spéciale limitée 2 × CD (Nuclear Blast, 21 avril 2003) | Disque bonus - Édition spéciale limitée 2 × CD (Nuclear Blast, 21 avril 2003) | Disque bonus - Édition spéciale limitée 2 × CD (Nuclear Blast, 21 avril 2003) | Disque bonus - Édition spéciale limitée 2 × CD (Nuclear Blast, 21 avril 2003) | Disque bonus - Édition spéciale limitée 2 × CD (Nuclear Blast, 21 avril 2003) | Disque bonus - Édition spéciale limitée 2 × CD (Nuclear Blast, 21 avril 2003) | Disque bonus - Édition spéciale limitée 2 × CD (Nuclear Blast, 21 avril 2003) |
| No                                                                            | Titre                                                                         | Durée                                                                         |                                                                               |                                                                               |                                                                               |                                                                               |                                                                               |                                                                               |                                                                               |
| ----------------------------------------------------------------------------- | ----------------------------------------------------------------------------- | ----------------------------------------------------------------------------- | ----------------------------------------------------------------------------- | ----------------------------------------------------------------------------- | ----------------------------------------------------------------------------- | ----------------------------------------------------------------------------- | ----------------------------------------------------------------------------- | ----------------------------------------------------------------------------- | ----------------------------------------------------------------------------- |
| 1.                                                                            | Bound to Illusions (demo)                                                     | 2:50                                                                          |                                                                               |                                                                               |                                                                               |                                                                               |                                                                               |                                                                               |                                                                               |
| 2.                                                                            | My Need (demo)                                                                | 2:55                                                                          |                                                                               |                                                                               |                                                                               |                                                                               |                                                                               |                                                                               |                                                                               |
| 3.                                                                            | In a Close Encounter (demo)                                                   | 3:02                                                                          |                                                                               |                                                                               |                                                                               |                                                                               |                                                                               |                                                                               |                                                                               |
| 4.                                                                            | Skin After Skin (demo)                                                        | 3:23                                                                          |                                                                               |                                                                               |                                                                               |                                                                               |                                                                               |                                                                               |                                                                               |
| 5.                                                                            | Wake Up Call (demo)                                                           | 3:44                                                                          |                                                                               |                                                                               |                                                                               |                                                                               |                                                                               |                                                                               |                                                                               |
| 6.                                                                            | Steel Bath Suicide (demo)                                                     | 2:56                                                                          |                                                                               |                                                                               |                                                                               |                                                                               |                                                                               |                                                                               |                                                                               |
| 59:41                                                                         |                                                                               |                                                                               |                                                                               |                                                                               |                                                                               |                                                                               |                                                                               |                                                                               |                                                                               |

## Crédits
| - Björn « Speed » Strid : chant - Ola Flink : basse - Henry Ranta : batterie - Ola Frenning, Peter Wichers : guitares - Sven Karlsson : claviers | - Production, mixage, arrangements : Soilwork - Coproduction (chant, basse), ingénierie (chant, basse) : Patrik J. Sten - Mastering : Göran Finnberg - Mixage, programmation (Pro Tools additionnels) : Fredrik Nordström, Patrik J. Sten - Programmation (Pro Tools additionnels) : Rickard Larsson, Peter Wichers - Ingénierie (batterie) : Daniel Bergstrand - Ingénierie (guitare, claviers) : Peter Wichers, Rickard Larsson - Direction artistique, design : Carlos Del Olmo Holmberg, Nailstream - Photographie : Olle Carlsson |